# My Generation (film 2017)
My Generation è un documentario del 2017 diretto da David Batty e presentato da Michael Caine. Basato su racconti personali dell'attore e materiali d’archivio, il film è un dialogo con le maggiori celebrità della Londra degli anni sessanta, dai Beatles a Twiggy, da David Bailey a Mary Quant, passando per i Rolling Stones e David Hockney.

## Trama
Londra, anni sessanta: ricordando i suoi ventisette anni, Caine spiega come ha cambiato il suo nome per arrivare a recitare. Il documentario si trasforma in un technicolor mentre racconta la nascita della rivoluzione culturale nella capitale inglese: la Beatlemania, le minigonne, la pop art, i fotografi famosi, registi e creativi pubblicitari.
Lo scenario dell'epoca prende forma man mano che Caine si confronta con icone come gli Who, i Beatles, Twiggy, Marianne Faithfull e tanti altri. My Generation include una visita ai vecchi luoghi dell'infanzia del narratore e della sua gioventù nel West End, The Kings Road, lungo il fiume Tamigi e fino al The Ad Lib, il nightclub di Leicester Square, dove i Beatles e i Rolling Stones si divertivano nel tempo libero e dove Rudol'f Nureev imparò come fare il twist. Queste scene sono intrecciate con materiale inedito di Bailey, da Vidal Sassoon che spiega le sue acconciature innovative, Mary Quant mentre taglia del tessuto, David Hockney che crea la sua arte e soprattutto i Rolling Stones mentre si preparano per il concerto di Hyde Park, nei giorni che seguirono la tragica morte del loro chitarrista Brian Jones.

## Produzione
My Generation è stato montato da un team di archivisti, sceneggiatori e produttori per includere gli episodi salienti di quel decennio turbolento con il contributo di molti dei suoi protagonisti. L'idea per il film nacque sei anni fa quando Caine entrò in contatto con l’imprenditore Simon Fuller. Caine voleva un film che riflettesse le sfide che la giovane classe operaia affrontava negli anni del suo primo successo. Così nacque l’idea del film: la storia di una giovane generazione che si confronta con il potere stabilito, accompagnata dalla colonna sonora della più grande musica mai registrata. Il primo passo fu di concordare una struttura e come raccontare la storia di come il decennio si è sviluppato attraverso gli occhi del giovane Michael Caine. Interpellarono allora Dick Clement e Ian La Frenais, sceneggiatori celebri per aver dato forma a successi come Whatever Happened to the Likely Lads?.

Cominciò poi la ricerca di un abile regista di documentari con una conoscenza intima dell'epoca e l'abilità di portarla sullo schermo. Un incontro fortuito tra Dick Clement e il regista inglese David Batty portò alla soluzione.
Con a disposizione la ricchezza di aneddoti ed eventi degli anni Sessanta, Batty prese la decisione di rompere con la tradizione documentaria e di non usare presentatori o teste parlanti, ma di concentrarsi invece sul ricco e vario archivio filmato con Michael Caine attraverso il decennio e di sovrapporvi tracce audio di interviste con i protagonisti.

Le riprese iniziarono nel Regno Unito nel 2012 con il regista e l'attore a Londra, tra incontri con musicisti, artisti ed agitatori del periodo, anche se il tempo di Michael Caine era centellinato data la necessità di partecipare alle riprese in non meno di dieci altre produzioni, tra cui Il cavaliere oscuro e Youth - La giovinezza. David Batty coinvolse la giovane produttrice irlandese Fodhla Cronin O’Reilly, i cui precedenti lavori includevano il film Lady Macbeth.
Il team produttivo si espanse per includere i collaboratori abituali di Batty: il tecnico del montaggio Ben Hilton ed il produttore d’archivio James R.M. Hunt. Il compito affidato agli archivisti fu quello di trovare il miglior materiale mai visto riguardante gli anni sessanta.
Simon Fuller decise che il film doveva includere le migliori e più grandi canzoni del decennio, e così Tarquin Gotch si unì alla produzione, con un background lavorativo che include diverse colonne sonore di Hollywood. Dopo cinque anni di scrupolosa ricerca, di riprese con oltre cinquanta interviste in più con personaggi chiave del tempo e di montaggio di migliaia di ore di materiale d’archivio, finalmente il film venne ultimato nel 2017.